# Giovanni Paschetta
Giovanni Paschetta (Belvedere Marittimo, 15 marzo 1975) è un allenatore di calcio ed ex calciatore italiano, di ruolo difensore.

## Carriera
Cresciuto nel Cosenza dove milita per buona parte della sua carriera, gioca anche per Atletico Catania dove si trasferisce nel 1997, Crotone in due occasioni (1999 e 2006), Cittadella nel 2002, Acireale e Catania nel 2003 e nel 2004 e Gallipoli dove rimane due stagioni. Chiude la sua carriera nei dilettanti fatta eccezione per il breve periodo al Cassino nel 2009 in Seconda Divisione.
Ha giocato 158 partite in Serie B segnando 4 gol.

### Allenatore
Nel 2011 inizia la carriera di allenatore con il Rende in Eccellenza dove ha chiuso anche la carriera da calciatore. Con la squadra calabrese chiude il campionato all'8º posto.
Nel novembre 2011 viene chiamato alla guida del Montalto, portando la squadra calabrese per la prima volta nella sua storia in Serie D.
Il 1º agosto 2015 diviene il nuovo allenatore della Luzzese (squadra locale della provincia di Cosenza) militante in promozione girone A.
Dopo aver guidato le formazioni giovanili del Catanzaro dal 2016, nell'estate del 2023 passa ad allenare nel settore giovanile della Morrone Cosenza fino a quando, il 14 novembre dello stesso anno, viene promosso alla guida della Prima squadra. Viene esonerato il 6 febbraio 2024.

## Palmarès

### Giocatore

#### Competizioni nazionali
- Campionato italiano Serie C1: 2

Cosenza: 1997-1998
Crotone: 1999-2000

### Allenatore

#### Competizioni regionali
- Eccellenza: 1

Comprensorio Montalto: 2011-2012